# Émilien Dumas
Pour les articles homonymes, voir Dumas.
Jean Louis George Émilien Dumas, né le 16 octobre 1804 à Sommières et mort le 21 septembre 1870  à Ax-les-Thermes, est un érudit, paléontologue et géologue français.

## Biographie

### Jeunesse
Issu d'une famille de la bourgeoisie protestante du Gard, Émilien Dumas baigne dès son enfance dans une atmosphère d'érudition et d'étude. Son père, un négociant reconverti dans l'agriculture, est un homme instruit. La région de Sommières, propice aux découvertes archéologiques, lui offre un premier terrain d'investigation auprès du docteur Marc Dax qui n'est autre que le précurseur de la théorie de la dominance de l'hémisphère gauche du cerveau humain dans le langage. Éloigné par son père en 1815 alors qu'il n'a que 11 ans, à cause de la terreur blanche qui voit les protestants menacés, le jeune Émilien étudie au bord du lac Léman où il commence son herbier, à Morges (Suisse), puis à Bâle, où sa passion pour les sciences naturelles, surtout la botanique, mûrit et se confirme auprès du grand théologien protestant Alexandre Vinet (1797-1847). Il regagne sa terre natale en 1824 lors du décès de sa mère.

### Formation
Embrassant une véritable carrière scientifique, il gagne Paris et suit les cours du Collège de France, du Collège royal des mines et du Muséum national d'histoire naturelle, de Georges Cuvier (1769-1832), d'Étienne Geoffroy Saint-Hilaire (1772-1844) et d'Adrien de Jussieu (1797-1853). Sa formation en sciences naturelles est complète, puisqu'il se plonge avec une égale passion dans la zoologie, la minéralogie et la botanique et se trouve au cœur des réflexions de l'époque qui opposent le fixisme au transformisme de Lamarck (1744-1829).

### Paléontologie et archéologie
En 1828, il regagne Sommières où il épouse une riche héritière d'Orange, Pauline Borel, fille d'un propriétaire de filature de soie. La même année, il met au jour le riche site paléontologique de Pondres (Gard) dont les éléments animaux et humains lui fournissent des arguments contre le fixisme, en particulier dans le domaine de l'archéozoologie. C’est à cette époque qu'Émilien Dumas fait une importante découverte dans la grotte de Souvignargues près de Sommières, site où se mêlent fossiles humains, poteries et ossements de rhinocéros. Le jeune savant avait déjà mis en doute que ce mélange, fréquent à d’autres endroits, fût le fruit d’une coïncidence. Il avait découvert avec son ami Jules de Christol en 1829 dans une grotte de Pondres, mêlés à des restes de poteries plus récentes, des ossements humains dans un dépôt argileux renfermant un gisement d’os de hyènes et de rhinocéros. Un an auparavant, le fondateur et conservateur du Musée de Narbonne Paul Tournal avait fait une découverte semblable dans la grotte de Bize. Celui-ci avait fait observé que dans les grottes les ossements de rhinocéros ou de hyènes portaient les stigmates d’outils tranchants. Émilien Dumas connaît bien Tournal. Il effectuera avec lui une course à Clermont-Ferrand en 1833 ; Georges Cuvier, dans son discours sur les révolutions de la surface du globe, réagit violemment à cette annonce qu’il juge péremptoire et sans fondement : « on a fait grand bruit il y a quelques mois de certains fragments humains trouvées dans les cavernes à ossements de nos provinces méridionales, mais il suffit qu’ils aient été trouvés dans les cavernes pour qu’ils rentrent dans la règle ». En 1841, Émilien Dumas avait écrit ses « notes sur quelques monuments anciens de la période gauloise observée dans le département du Gard », illustrées de menhirs et dolmens. Émilien Dumas recense alors 24 dolmens qu’il a rencontrés dans 13 communes du Gard dont celle de Blandas où il exhume une « peyre cabucelade ». Il fut le premier à réfuter l’hypothèse selon laquelle les dolmens étaient des autels sacrificiels : pour lui il s’agit de tombeaux où sont enterrés les chefs de ces peuplades très anciennes. À l’appui de sa démonstration, il présente les ossements humains exhumés à côté d’autres objets lors de fouilles.

### Géologie
Après s'être engagé dans les débats sur l’Homme préhistorique et protohistorique, Émilien Dumas se consacre à la géologie en cherchant à comprendre les origines de la Terre, à savoir comment et dans quel ordre chronologique les terrains avaient pu se former. Arpenteur d'une région chère à son cœur, il établit avec une patience et une grande ténacité, durant vingt ans, la carte géologique du département du Gard, première en son genre.
En 1844, il publie le premier volet de sa carte géologique du département du Gard, arrondissement du Vigan et en 1845 le second volet pour l’arrondissement d’Alès. En 1846, il enchaîne avec sa notice sur la constitution géologique de la région Cévennique supérieure du département du Gard. L’année suivante, il porte à la connaissance du public un ouvrage titré Altitudes ou hauteurs au-dessus du niveau de la mer, mesures à l’aide du baromètre dans les arrondissements du Vigan et d’Alais. Enfin en 1850 paraît le troisième volet de sa carte géologique du département du Gard, arrondissement de Nîmes qui constitue l’apogée de sa carrière de géologue. En 1852, il achève sa carte d’Uzès qui ne sera pourtant publiée qu’après sa mort. Statistique géologique, minéralogique, métallurgique et paléontologique du département du Gard en 1856 clôt le cycle de ses rares publications.
Collectionneur dans l'âme, il ne cesse de cultiver sa curiosité, et le muséum d'histoire naturelle de Nîmes conserve une grande partie de ses nombreuses collections touchant l'Antiquité grecque, la botanique, la géologie. Émilien Dumas peut-être considéré comme l'un des pères de la géologie en tant que science empirique, à une époque où la recherche du charbon comme moteur de la révolution industrielle offre de grandes opportunités aux minéralogistes. Profitant de ce contexte favorable, le savant travaille pour de grands capitaines d'industrie comme Paulin Talabot qui l'envoie en Algérie (gisements de fer de Mokta el-Hadid), en Sardaigne, Espagne, etc. pour prospecter le sol minier de toute la Méditerranée. Émilien Dumas qui se voit offrir en retour des actions des compagnies minières prend goût à cette aventure financière et achète ses propres concessions houillères dans le bassin minier d'Alès (concessions de Saint Germain à Saint-Jean-du-Pin).

### Histoire
À la fin de sa vie, épuisé par ses affaires, Émilien Dumas se consacre à l'étude des potiers antiques. En 1861, il publie un catalogue qui recense les noms des potiers d’origine gauloise illustré de 350 estampilles de vases samiens, 72 amphores et 97 lampes funéraires de sa collection personnelle grâce à laquelle il fait deux interprétations majeures qui feront faire un grand pas à l’approche archéologique : il sépare les poteries rougeâtres, vernissées, qui ont selon lui un usage domestique des autres de couleur mate entrant dans les rites funéraires. Il met alors en évidence la division du travail et la spécialisation dans les ateliers antiques, certains potiers faisant des vases, d’autres des lampes.

### Théâtre
Un élément peut compléter le portrait de cet « explorateur du Gard » : son goût pour le théâtre et la dramaturgie. Cet admirateur de Talma qu'il avait vu jouer de nombreuses fois pendant ses études à Paris n'hésite pas en effet à monter sur les planches, faisant construire à Sommières son propre théâtre dans son hôtel particulier et y montant même une troupe en 1837, ce qui est considéré par ses contemporains comme incompatible avec son activité scientifique, mais révèle la richesse humaine d'un personnage chaleureux et attachant. La princesse de Solms, Marie Bonaparte-Wyse (1833-1902) petite nièce de Napoléon Ier, lettrée (auteure des chants de l'exilée) et courtisane qui tient salon dans ses nombreuses résidences, aime particulièrement la compagnie du géologue qui approche ainsi de nombreux acteurs et dramaturges de son époque en menant une vie mondaine.

### Mort et postérité

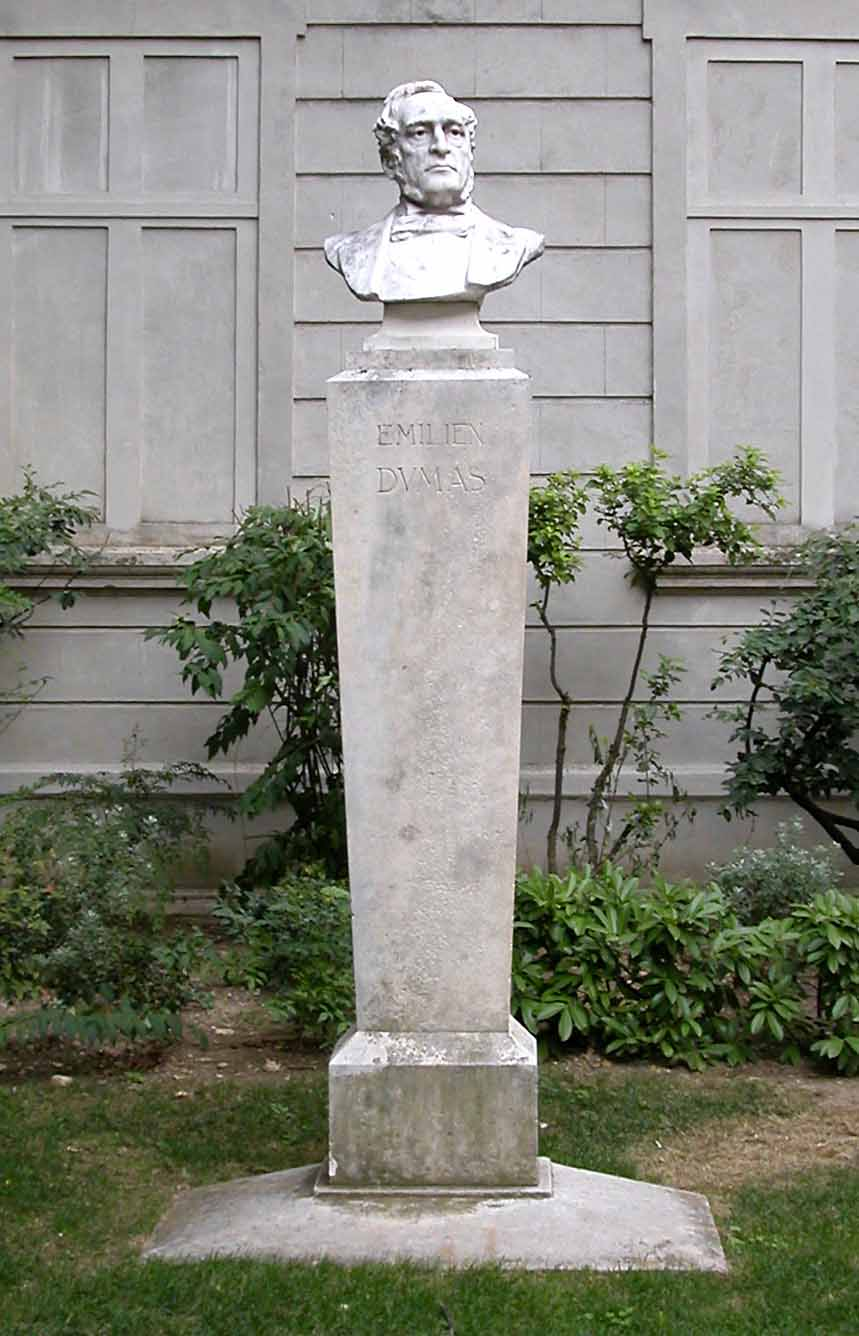

Arpenteur infatigable de la croûte terrestre, Émilien Dumas qui se souciait tant de ses organes locomoteurs (ses jambes) meurt d'un anthrax à Ax-sur-Ariège le 21 septembre 1870, juste après la défaite de Sedan et l'incendie de la bibliothèque de Strasbourg qui l'avaient profondément affecté.
Armand Lombard-Dumas, éminent botaniste, a épousé la fille unique de Dumas, Amélie. Ce gendre posthume et sa femme auront le souci de préserver l’œuvre du géologue. Ainsi, entre le 29 mai et le 13 juin 1908, la collection géologique quitte l’hôtel particulier de Sommières pour aller à Nîmes. Durant 15 jours, 17 voitures de 1 800 kg se relaient et 4 hommes sont réquisitionnés pour déménager l’ensemble des collections au muséum de Nîmes.
Le bicentenaire de sa naissance en 2004 a permis, en partie, de faire connaître auprès du grand public cette grande figure scientifique peut-être éclipsée par trop d'éclectisme et un goût du terrain immodéré qui l'a peu à peu éloigné de l'intelligentsia française. Il avait en effet toujours repoussé une chaire universitaire, ne laissant donc pas une postérité de disciples susceptibles d'inscrire son œuvre dans l'histoire des sciences, de la géologie surtout où ses inventions méthodologies ont été fondamentales. N'avait-il pas été celui qui, le premier, a eu l'idée de colorier les cartes par diverses époques pour circonscrire les divers terrains tertiaires, secondaires, etc. ?
Enfin, on ne peut évoquer la figure du géologue languedocien sans dire un mot de celui qui va l'épauler dans ses recherches, à savoir Noël Lafont (1819-1886), instituteur à Sommières puis maître de pension à Nîmes. Pendant qu'Émilien Dumas prend des mesures barométriques sur le terrain, ce fidèle fait de même à Sommières, point de repère pour ses calculs. N'avait-il pas prédit à son confident : « mon pauvre Lafont, vous entendrez dire un jour que je me suis englouti, effondré subitement, et que je ne suis plus qu’un souvenir, n’en soyez point surpris. Pour moi j’y suis préparé, j’envisage avec calme cette fin qui m’attend, et je m’en console en songeant que j’ai eu ma bonne part de jouissances ici bas. »
Émilien Dumas repose à Sommières, au pied de la Coustourelle, dans le tombeau familial sis dans le parc de la maison qui fut le centre de ses activités (la rue porte son nom : Rue Émilien Dumas). Quatre générations Dumas-Lombard y sont représentées : Jean Louis Dumas (décédé en 1836), Émilien Dumas (décédé en 1870), Amélie Dumas (décédée en 1907), Louis Lombard (décédé en 1921).

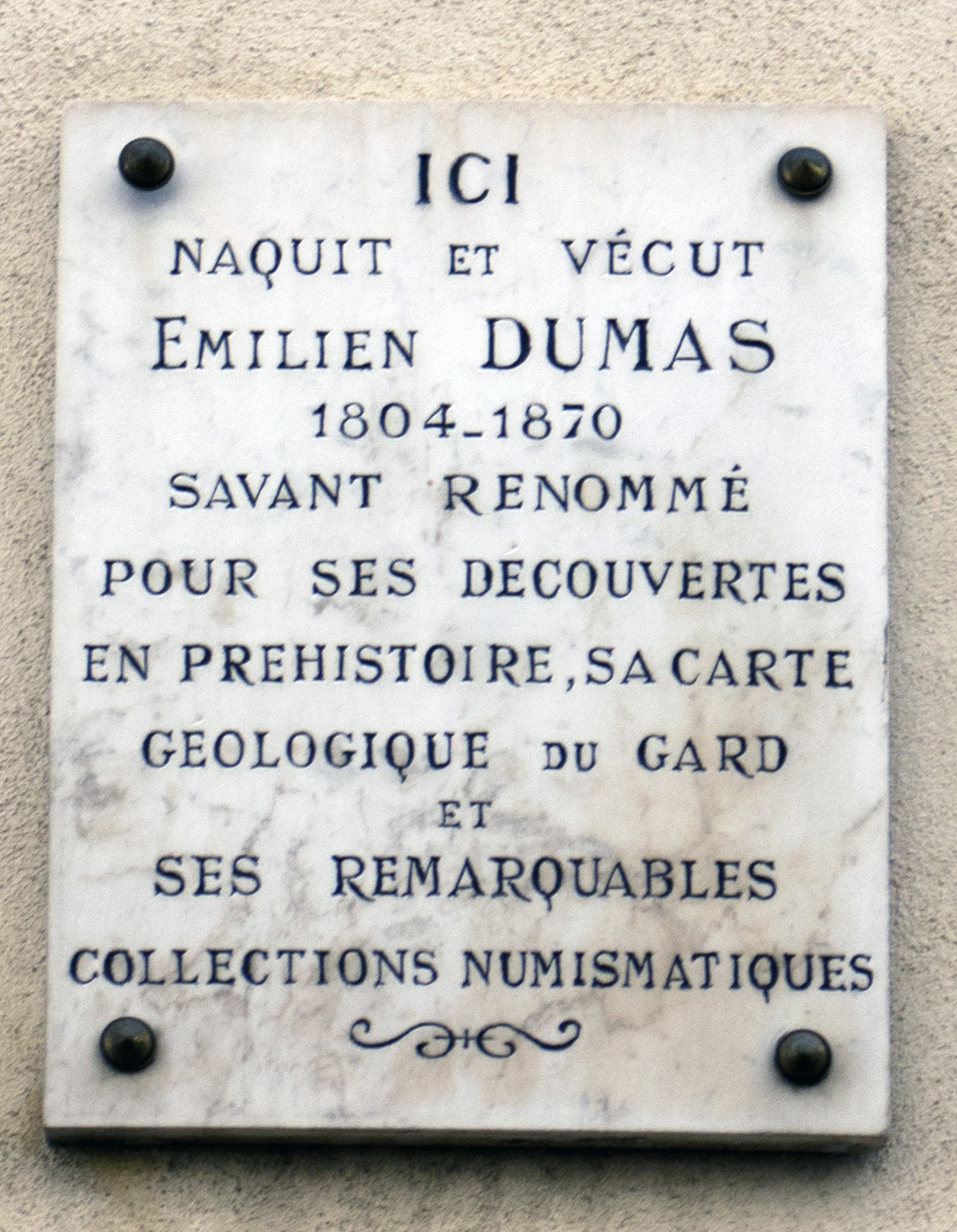

## Hommages
Nicolas Théobald lui a rendu hommage en lui dédiant un insecte fossile Plecia dumasi.